# Queso Havarti
El Havarti es un queso típico de Dinamarca elaborado con leche de vaca. Suele tener un contenido graso que puede oscilar entre el 30% y el 45% del peso neto. Se trata de uno de los quesos daneses más conocidos fuera de sus fronteras. El Havarti tiene sus orígenes en la granja experimental operada por Hanne Nielsen en Havarthigaard cerca de Øverød, al norte de Copenhague, a mediados del siglo XIX. Su método de producción se caracteriza en la forma en que al separar la cuajada del suero, y antes de colocarlo en las formas y ser sometido a presión, se lava el cuajo, lo que le da un sabor característico.

## Características
No se trata de un queso fuerte de sabor o aroma, pero posee un aroma mantecoso agradable que le hace recordar los quesos suizos. Su interior muestra pequeños agujeros de tamaño irregular. Suele presentarse en tacos de forma rectangular.

## Variantes
Existen variantes saborizadas de este queso danés. Algunas de las versiones más populares incorporan arándano rojo (cranberry), ajo, alcaravea, eneldo, y jalapeño.

## Servir
Suele ser un queso servido en lonchas debido a su intenso aroma, empleado por ejemplo en sándwiches (es ideal en el sándwich mixto) y los snacks. El Havarti es muy usado con algunos vinos elaborados con uvas Chardonnay, Sauvignon Blanc, o el ligero Pinot Noir.
- Datos: Q1591487
- Multimedia: Havarti / Q1591487